# Trail (Minnesota)
Trail es una ciudad ubicada en el condado de Polk en el estado estadounidense de Minnesota. En el Censo de 2010 tenía una población de 46 habitantes y una densidad poblacional de 17,92 personas por km².

## Geografía
Trail se encuentra ubicada en las coordenadas 47°47′00″N 95°41′53″O / 47.78333, -95.69806. Según la Oficina del Censo de los Estados Unidos, Trail tiene una superficie total de 2.57 km², de la cual 2.57 km² corresponden a tierra firme y (0%) 0 km² es agua.

## Demografía
Según el censo de 2010, había 46 personas residiendo en Trail. La densidad de población era de 17,92 hab./km². De los 46 habitantes, Trail estaba compuesto por el 100% blancos, el 0% eran afroamericanos, el 0% eran amerindios, el 0% eran asiáticos, el 0% eran isleños del Pacífico, el 0% eran de otras razas y el 0% pertenecían a dos o más razas. Del total de la población el 0% eran hispanos o latinos de cualquier raza.